# 石見福光駅
石見福光駅（いわみふくみつえき）は、島根県大田市温泉津町福光にある、西日本旅客鉄道（JR西日本）山陰本線の駅である。

## 歴史
- 1928年（昭和3年）10月25日：鉄道省山陰本線温泉津駅 - 黒松駅間に新設[1]。客貨取扱開始[1]。
- 1973年（昭和48年）6月15日：貨物取扱廃止[1]。
- 1977年（昭和52年）6月20日：業務委託駅化[2]。
- 1984年（昭和59年）
  - 2月1日：荷物扱い廃止[1]。
  - 3月14日：無人駅化[3]。
- 1987年（昭和62年）4月1日：国鉄分割民営化に伴い、西日本旅客鉄道（JR西日本）の駅となる[1]。
- 2001年（平成13年）3月16日山陰本線高速化で交換設備が撤去される。（小田駅久手駅静間駅浅利駅周布駅も交換設備が撤去される。）
- 2006年（平成18年）3月16日快速アクアライナーが夕刻に上り一本のみ停車を開始する。（同時に湯里駅五十猛駅久手駅小田駅出雲神西駅も停車を開始する。）
- 2015年（平成27年）3月14日：夕刻に上り1本のみ停車していた快速「アクアライナー」が通過、普通列車のみの停車となる[4]。
- 2016年（平成28年）3月26日：これまで通過していた快速「アクアライナー」の一部が停車、約1年振りに快速列車停車駅となる[5]。
- 2022年（令和4年）3月12日：快速「アクアライナー」廃止に伴い、普通列車のみ停車に戻る。

## 駅構造
益田方面に向かって左側に単式ホーム1面1線を有する地上駅。以前は相対式ホーム2面2線を有していたが、現在は駅舎反対側のホーム及び線路が撤去され、停留所構造となっている。駅舎内に水洗式トイレがある。木造駅舎を備える。
浜田鉄道部管理の無人駅。自動券売機や乗車駅証明書発行機は設置されていない。

## 利用状況
2022年度の1日平均乗車人員は8人である。2004年度は103人、1994年度は135人、1984年度は236人であった。
近年の1日平均乗車人員の推移は以下の通り。
| 乗車人員推移 | 乗車人員推移 |
| 年度         | 1日平均人数  |
| ------------ | ------------ |
| 1999         | 122          |
| 2000         | 111          |
| 2001         | 100          |
| 2002         | 91           |
| 2003         | 100          |
| 2004         | 103          |
| 2005         | 115          |
| 2006         | 105          |
| 2007         | 100          |
| 2008         | 89           |
| 2009         | 67           |
| 2010         | 56           |
| 2011         | 53           |
| 2012         | 47           |
| 2013         | 47           |
| 2014         | 13           |
| 2015         | 18           |
| 2016         | 15           |
| 2017         | 15           |
| 2018         | 14           |
| 2019         | 15           |
| 2020         | 13           |
| 2021         | 9            |
| 2022         | 8            |

## 駅周辺
- 福波郵便局
- 大田市立温泉津小学校
- 福光海水浴場
- 国道9号
- 島根県道203号石見福光停車場線

## 隣の駅
西日本旅客鉄道（JR西日本）
 山陰本線
温泉津駅 - 石見福光駅 - 黒松駅

#### 統計資料
1. ↑  “島根県統計書”. しまね統計情報データベース.   島根県政策企画局. 2025年2月4日閲覧。